# Hyla chrysoscelis
Hyla chrysoscelis hay ếch cây xám Cope là một loài ếch trong họ Nhái bén. Loài này sinh sống ở Hoa Kỳ và thường bị nhầm lẫn với Hyla versicolor.

## Hình ảnh

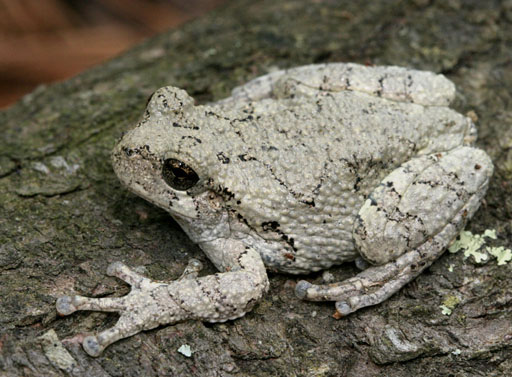
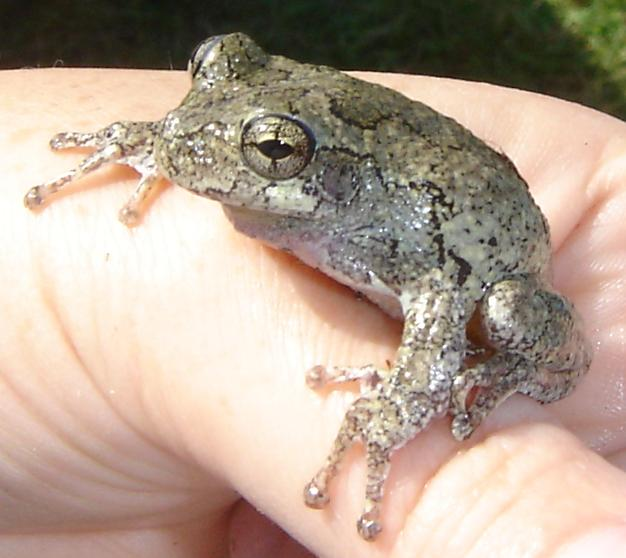
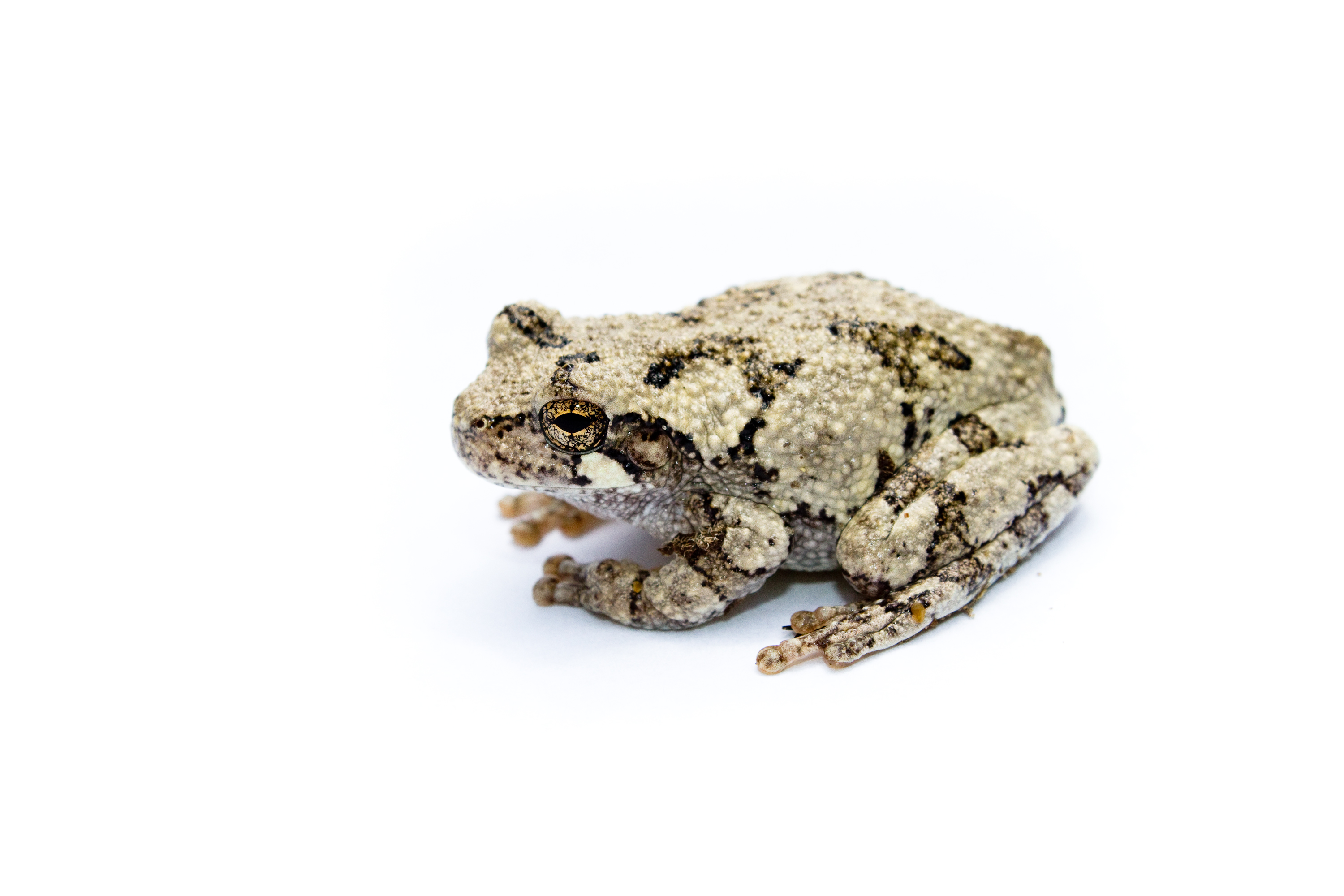
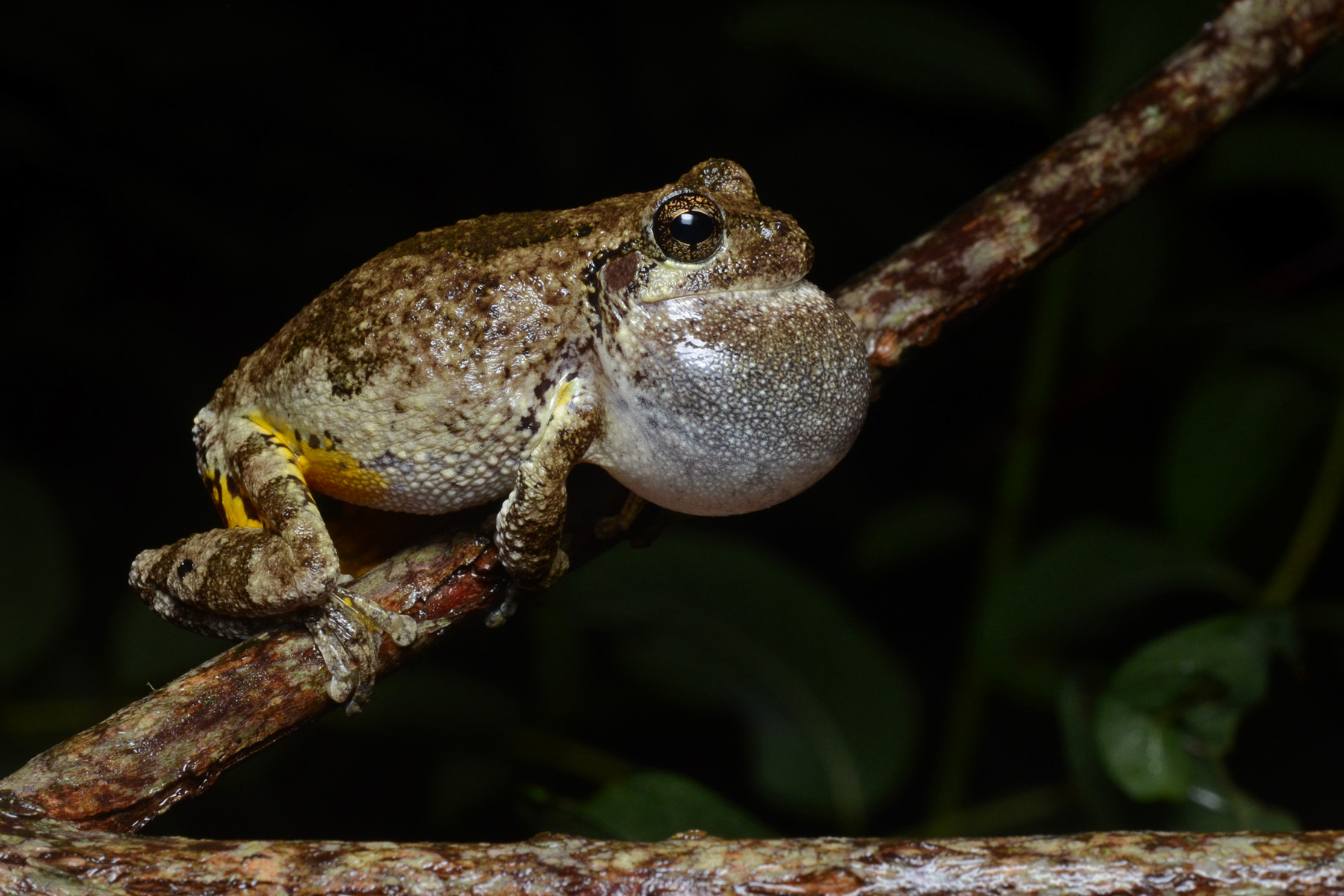